# Kätlin Vainola

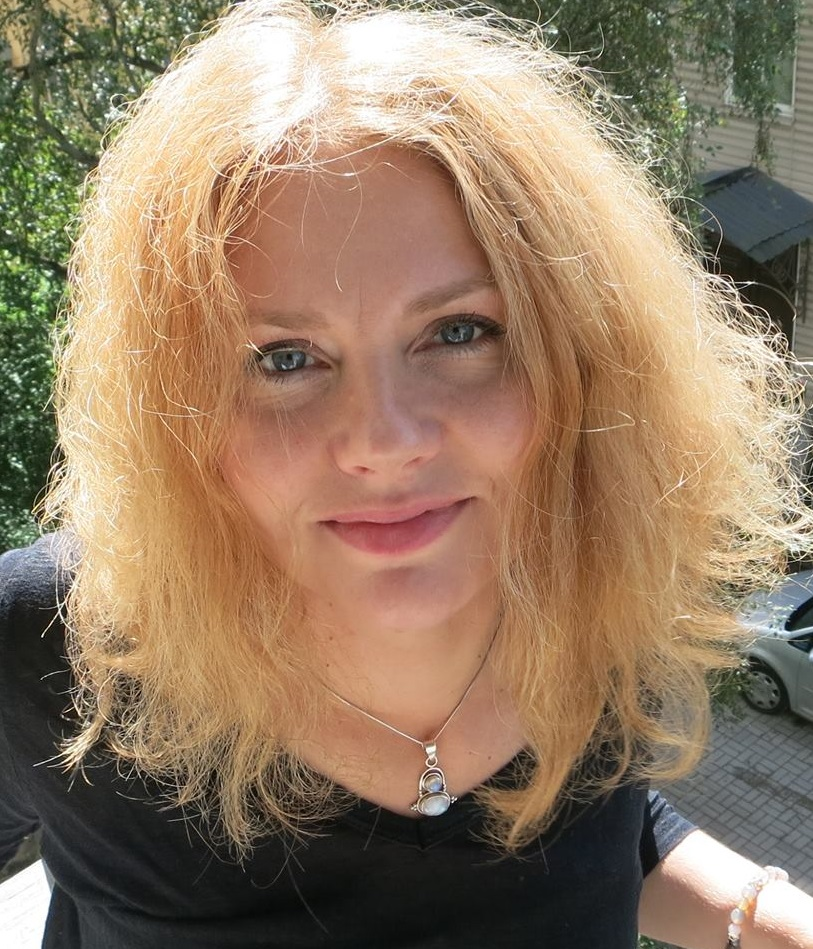
Kätlin Vainola

Kätlin Vainola (Tallinn, 30 settembre 1978) è una scrittrice e poetessa estone.

## Studi e carriera
Nata Kätlin Kõlamets, si è laureata in filologia estone all'Università di Tallinn nel 2002, lavorando in seguito come insegnante ed editor.
Dopo un'esperienza come paroliere per le band Sõpruse Puiestee e Vennaskond, nel 2005 ha debuttato come scrittrice per l'infanzia con Ville, le avventure di un bambino che vive con i nonni.
Fra i suoi successivi lavori, A che piano va? (2013) è stato incluso nel prestigioso White-Ravens Katalog della Internationale Jugendbibliothek di Monaco di Baviera nell'ambito dell'edizione 2014 della Fiera del libro di Francoforte, mente Kus on armastus? (Dov'è l'amore?, 2014) ha vinto in patria il premio Põlvepikuraamat per la letteratura per ragazzi.
Membro dell'Unione degli scrittori estoni dal 2014, attualmente è caporedattore della rivista per ragazzi Hea Laps (Bravo bambino).
Scrive anche sotto lo pseudonimo Marie Myrk.

## Vita personale
Moglie del chitarrista e cantante Allan Vainola, è madre di due figli, Richard (2004) e Lukas (2010).

## Opere
- Ville (2006)
- Mia, Konrad ja avanevad uksed (2008)
- Kelli – peaaegu haldjas (2008)
- Mudilane Mummu ja tema perekond (2009)
- Suvevaheaeg koolis (2011)
- Kreete (2012)
- Missioon piim. Piima saladuste jälil (2012)
- Lift (2013)
  - A che piano va? (illustrazioni di Ulla Saar), Editrice Sinnos, Roma, 2016 - ISBN 978-88-7609-317-3 (traduzione di Daniele Monticelli)
- Kelli hakkab piraadiks (2014)
- Kus on armastus? (2014)
- Sonja ja kass (2015)
- Nähh Pariisis (2017)
- Poiss kes joonistas kaarte (2017)